# Liga Húngara de Basquetebol de 2020-21
A Temporada da Liga Húngara de Basquetebol de 2020-21, oficialmente BB1.hu Liga por razões de patrocinadores, foi a 90ª edição da competição de primeiro nível do basquetebol masculino na Hungria. A equipe do Falco KC Szombathely conquistou seu terceiro título nacional sendo o segundo em sequência. 

## Equipes participantes
| Clube                 | Cidade         | Arena                      | Capacidade |
| --------------------- | -------------- | -------------------------- | ---------- |
| Alba Fehérvár         | Székesfehérvár | Vodafone Sportcsarnok      | 2,400      |
| Atomerőmű SE Paks     | Pécs           | ASE Sportcsarnok           | 1,200      |
| DEAC                  | Debrecen       | Oláh Gábor Sports Hall     | 1.000      |
| Falco KC Szombathely  | Szombathely    | Arena Savaria              | 4,000      |
| Jászberényi KSE       | Jászberény     | Bercsényi úti Sportcsarnok | 1,000      |
| Kaposvári KK          | Kaposvár       | Városi Sportcsarnok        | 1,200      |
| KTE-Duna Aszfalt      | Kecskemét      | Messzi István Sportcsarnok | 1,600      |
| Körmend               | Körmend        | Városi Sportcsarnok        | 2,200      |
| OSE Lions             | Oroszlanyi     |                            |            |
| Pécsi VSK-Pannonpower | Pécs           | Lauber Dezső Sportcsarnok  | 1,983      |
| Sopron KC             | Sopron         | MKB Aréna Sopron           | 1,316      |
| SZTE-Szedeák          | Szeged         | Újszegedi Sportcsarnok     | 3,200      |
| Szolnoki Olaj         | Szolnok        | Tiszaligeti Sportcsarnok   | 2,080      |
| Zalaegerszegi TE      | Zalaegerszeg   | Városi Sportcsarnok        | 1.800      |

## Temporada regular

### Calendário Temporada Regular
| Casa\Visitante        | ALB    | ATO    | DEA     | SZM    | JAS     | KAP    | KTE     | KOR   | OSE   | PVS    | SOP    | SZE   | SZN   | ZAL     |
| --------------------- | ------ | ------ | ------- | ------ | ------- | ------ | ------- | ----- | ----- | ------ | ------ | ----- | ----- | ------- |
| Alba Fehérvár         |        | 81-64  | 95-102  | 90-88  | 82-65   | 82-88  | 66-60   | 91-82 | 97-72 | 91-90  | 95-71  | 78-87 | 70-85 | 101-93  |
| Atomerőmű SE Paks     | 90-77  |        | 89-73   | 68-77  | 117-63  | 79-73  | 87-77   | 77-74 | 90-84 | 93-75  | 88-90  | 71-66 | 66-63 | 83-75   |
| DEAC                  | 64-76  | 97-83  |         | 98-89  | 106-70  | 90-49  | 67-59   | 83-87 |       | 96-80  | 81-86  | 93-84 | 82-71 | 81-72   |
| Falco KC Szombathely  | 95-84  | 80-93  | 77-71   |        | 114-88  | 84-72  | 88-68   | 95-79 | 91-71 | 91-72  | 107-87 | 95-93 | 75-80 | 82-70   |
| Jászberényi KSE       | 54-72  | 90-93  | 67-107  | 81-108 |         | 67-101 | 74-90   | 64-93 | 68-86 | 83-108 | 56-103 | 67-89 | 78-86 | 110-117 |
| Kaposvári KK          | 97-100 | 79-75  | 93-72   | 76-74  | 79-64   |        | 79-63   | 66-73 | 84-69 | 76-64  | 82-80  | 51-64 | 61-82 | 69-76   |
| KTE-Duna Aszfalt      | 73-85  | 75-72  | 72-67   | 96-98  | 96-82   | 97-90  |         | 82-69 | 82-86 | 79-73  | 74-92  | 95-99 |       | 89-65   |
| Körmend               | 75-70  | 88-76  | 112-109 | 93-99  | 68-72   | 93-72  | 77-57   |       | 79-74 | 81-70  | 89-83  | 74-80 | 76-70 | 97-80   |
| OSE Lions             | 91-86  | 87-84  | 81-101  | 97-104 | 115-72  | 79-65  | 82-74   | 87-92 |       | 71-88  | 78-70  | 98-95 | 76-80 | 86-81   |
| Pécsi VSK-Pannonpower | 82-89  | 85-78  | 91-102  | 67-92  | 120-102 | 80-75  | 102-85  | 86-81 | 89-85 |        | 83-77  | 81-76 | 68-86 | 83-76   |
| Sopron KC             | 83-87  | 76-82  | 71-83   | 101-98 | 92-83   | 97-86  | 82-81   | 89-87 | 85-83 | 83-76  |        | 70-80 | 72-79 | 102-85  |
| SZTE-Szedeák          | 94-69  | 101-92 | 90-92   | 71-83  | 125-69  | 96-75  | 122-116 | 88-81 | 91-84 | 89-85  | 102-81 |       | 78-84 | 97-83   |
| Szolnoki Olaj         | 85-83  | 89-80  | 88-76   | 79-77  | 110-62  | 100-69 | 73-76   | 94-63 | 85-69 | 87-66  | 91-83  | 74-91 |       | 88-83   |
| Zalaegerszegi TE      | 79-97  | 66-93  | 90-93   | 64-90  | 98-99   | 69-103 | 83-94   | 92-69 | 93-91 | 83-72  | 79-93  | 87-95 | 89-86 |         |

## Playoff
|  | Quartas-de-final | Quartas-de-final     | Quartas-de-final |                      |                      | Semifinais | Semifinais | Semifinais |  |  | Final | Final         | Final |
|  |                  |                      |                  |                      |                      |            |            |            |  |  |       |               |       |
|  |                  | Szolnoki Olaj        | 3                |                      |                      |            |            |            |  |  |       |               |       |
|  |                  | Sopron KC            | 1                |                      |                      |            |            |            |  |  |       |               |       |
|  |                  | Sopron KC            | 1                |                      | Szolnoki Olaj        | 3          |            |            |  |  |       |               |       |
|  |                  |                      |                  |                      | Szolnoki Olaj        | 3          |            |            |  |  |       |               |       |
|  |                  |                      | DEAC             | 1                    |                      |            |            |            |  |  |       |               |       |
|  |                  | DEAC                 | DEAC             | 1                    | 3                    |            |            |            |  |  |       |               |       |
|  |                  | DEAC                 |                  |                      | 3                    |            |            |            |  |  |       |               |       |
|  |                  | Alba Fehérvár        | 2                |                      |                      |            |            |            |  |  |       |               |       |
|  |                  |                      |                  |                      |                      |            |            |            |  |  |       | Szolnoki Olaj | 2     |
|  |                  |                      |                  | Falco KC Szombathely | 3                    |            |            |            |  |  |       |               |       |
|  |                  | Falco KC Szombathely | 3                |                      |                      |            |            |            |  |  |       |               |       |
|  |                  | Körmend              | 0                |                      |                      |            |            |            |  |  |       |               |       |
|  |                  | Körmend              | 0                |                      | Falco KC Szombathely | 3          |            |            |  |  |       |               |       |
|  |                  |                      |                  |                      | Falco KC Szombathely | 3          |            |            |  |  |       |               |       |
|  |                  |                      | SZTE-Szedeák     | 1                    |                      |            |            |            |  |  |       |               |       |
|  |                  | SZTE-Szedeák         | SZTE-Szedeák     | 1                    | 3                    |            |            |            |  |  |       |               |       |
|  |                  | SZTE-Szedeák         |                  |                      | 3                    |            |            |            |  |  |       |               |       |
|  |                  | Atomerőmű SE Paks    | 0                |                      |                      |            |            |            |  |  |       |               |       |

#### Quartas de final
| Time 1               | Série | Time 2            | 1º Jogo  | 2º Jogo   | 3º Jogo  | 4º Jogo | 5º Jogo |
| -------------------- | ----- | ----------------- | -------- | --------- | -------- | ------- | ------- |
| Szolnoki Olaj        | 3 - 1 | Sopron KC         | 89 - 81  | 77 - 94   | 82 - 61  | 73 - 68 | -       |
| DEAC                 | 3 - 2 | Alba Fehérvár     | 81 - 96  | 105 - 114 | 97 - 82  | 97 - 90 | 88 - 85 |
| Falco KC Szombathely | 3 - 0 | Körmend           | 97 - 83  | 97 - 80   | 104 - 91 | -       | -       |
| SZTE-Szedeák         | 3 - 0 | Atomerőmű SE Paks | 105 - 83 | 92 - 69   | 96 - 94  | -       | -       |

#### Semifinal
| Time 1               | Série | Time 2       | 1º Jogo  | 2º Jogo | 3º Jogo | 4º Jogo | 5º Jogo |
| -------------------- | ----- | ------------ | -------- | ------- | ------- | ------- | ------- |
| Szolnoki Olaj        | 3 - 1 | DEAC         | 80 - 65  | 86 - 94 | 94 - 57 | 86 - 83 | -       |
| Falco KC Szombathely | 3 - 1 | SZTE-Szedeák | 109 - 81 | 92 - 96 | 98 - 74 | 98 - 91 | -       |

#### Decisão terceiro lugar
| Time 1 | Série | Time 2       | 1º Jogo  | 2º Jogo | 3º Jogo |
| ------ | ----- | ------------ | -------- | ------- | ------- |
| DEAC   | 0 - 2 | SZTE-Szedeák | 102 - 81 | 82 - 90 |         |

#### Final
| Time 1        | Série | Time 2               | 1º Jogo | 2º Jogo | 3º Jogo | 4º Jogo | 5º Jogo |
| ------------- | ----- | -------------------- | ------- | ------- | ------- | ------- | ------- |
| Szolnoki Olaj | 2 - 3 | Falco KC Szombathely | 80 - 77 | 73 - 99 | 81 - 77 | 70 - 76 | 53 - 74 |

### Premiação
| BB1.hu Liga 2020-21                      |
| Hungria                                  |
| ---------------------------------------- |
| Campeão Falco KC Szombathely (3° título) |